# Little Snitch
Little Snitch (dt.: kleine Petze) ist eine proprietäre Personal Firewall für macOS. Sie zeigt alle ein- und ausgehenden Verbindungen auf dem Mac an, die entweder erlaubt oder verweigert werden können. Dadurch soll die eigene Privatsphäre geschützt und ein unbemerktes Versenden von Nutzerdaten verhindert werden.
Die Software wird von der österreichischen Firma Objective Development Software GmbH produziert.

## Geschichte
Version 1.0 der Software erschien im Januar 2003. Mit Version 2 kam im November 2007 eine deutsche Lokalisierung hinzu. Im September 2012 erschien Little Snitch 3.
Am 21. Mai 2024 wurde Little Snitch 6 veröffentlicht. Neu sind DNS-Verschlüsselung, einfacherer Zugriff auf Blockierlisten, ein neues Kontrollzentrum in der Menüleiste und eine modernisierte Benutzeroberfläche.

## Funktionen
Little Snitch erlaubt es, Software zu überwachen und ihr jeweils die Verbindung zum Internet zu verbieten oder zu erlauben.
Versucht eine Anwendung, eine aus- oder eingehende Internetverbindung aufzubauen, wird dieses gestoppt und der Benutzer wird in einem Fenster gefragt, ob die Verbindung zugelassen oder verboten werden soll. Dabei besteht die Möglichkeit, die jeweilige Entscheidung nur einmalig gelten zu lassen, zeitlich begrenzt oder permanent. Zudem kann man auch genauere Einstellungen hinsichtlich Verbindungsparametern, also spezifisch bezüglich Ports, Domain und Protokollen, vornehmen.
Die Software besitzt einen Echtzeit-Netzwerkmonitor, in dem man den Datenverkehr mit jeweiligen Domains und Richtung bei den Anwendungen individuell nachvollziehen kann. Diesen Datenverkehr kann man zusätzlich durch eine Karte mittels weltumspannenden Netz von Verbindungen nachverfolgen. 
Der Recherche-Assistent hilft bei der Entscheidung, ob die Verbindung erlaubt oder verboten werden soll.
Seit Version 4 wird nun auch die Code-Signatur von Programmen berücksichtigt: Wenn also eine Regel für ein Programm mit einer gültigen Code-Signatur erstellt wurde, wird diese nicht mehr angewendet, sobald sich die Signatur verändert. Dadurch kann dem User zusätzlicher Schutz vor Schadsoftware garantiert werden.